# 히야마 지청

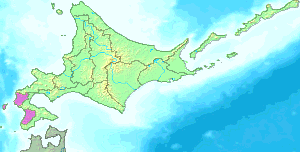
히야마 진흥국의 위치

히야마 지청(일본어: 檜山支庁)은 예전에 홋카이도의 14개 지청의 하나이다. 오시마반도의 동해측에 있는 7정을 소관했다. 지청명은 오시마국 히야마 군에서 유래되었고 지청 소재지는 에사시 정이다. 2010년 4월 1일, 히야마 진흥국으로 개편되었다. 면적은 2,629.94km2이고, 인구는 2009년 3월 기준으로 46,999명이다.

## 역사
- 1897년 - 히야마 지청을 설치했다.
- 2005년 - 구마이시 정이 야마코시 군(오시마 지청 관내) 야쿠모 정과 합병해 오시마 지청에 이관, 후타미 군 야쿠모정이 되어 히야마 지청으로부터 이탈했고, 동시에 히야마 지청의 관할 구역이 2개로 쪼개져서 인접하지 않게 되었다.
- 2010년 4월 1일 - 히야마 지청을 폐지하고 히야마 진흥국을 설치했다.

## 인접한 지청

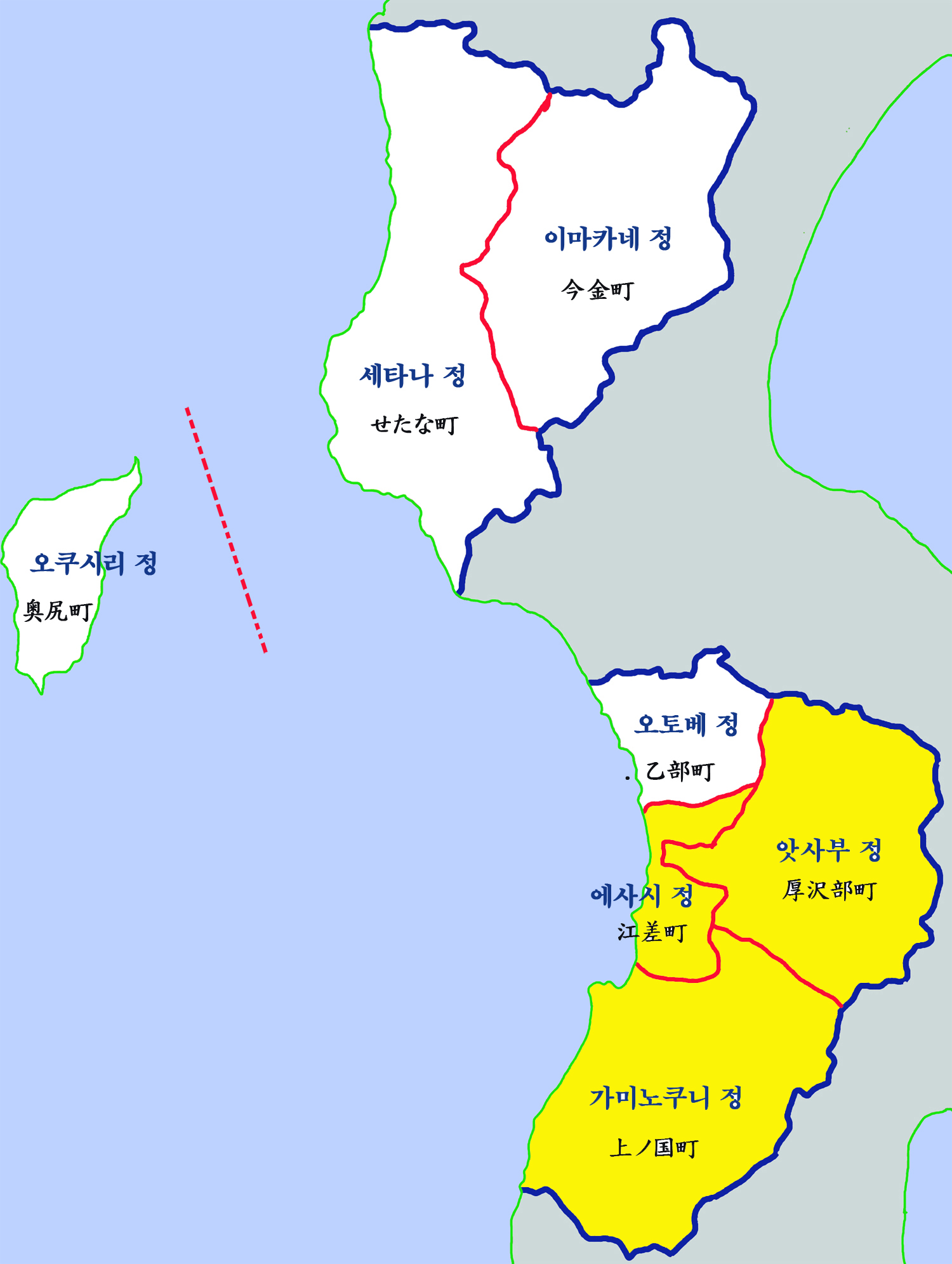
히야마 진흥국 행정구역

- 오시마 지청
- 시리베시 지청

## 지역
오시마국
- 히야마군 : 에사시 정, 앗사부정, 가미노쿠니정
- 니시군 : 오토베정

시리베시국
- 오쿠시리군 : 오쿠시리정
- 구도군 : 세타나정
- 세타나군 : 이마카네정